# Chapter Four: Commit... to YOU
"Chapter Four: Commit... to YOU" es el cuarto episodio de la primera temporada de la serie de televisión estadounidense de comedia negra criminal Barry. El episodio fue escrito por la coproductora Sarah Solemani y dirigido por Maggie Carey. Se transmitió por primera vez en HBO en Estados Unidos el 15 de abril de 2018.
La serie sigue a Barry Berkman, un sicario de Cleveland que viaja a Los Angeles para matar a alguien, pero se une a una clase de actuación impartida por Gene Cousineau, donde conoce a la aspirante a actriz Sally Reed y comienza a cuestionar su camino en la vida mientras lidia con su asociados criminales como Monroe Fuches y NoHo Hank. En este episodio, Barry se reencuentra con un viejo amigo de los Marines, aunque su incipiente relación con Sally no tiene un buen inicio. Mientras tanto, Moss se reúne con Gene para obtener información sobre el asesinato de Ryan Madison, aunque Gene lo usa como una cita.
De acuerdo con Nielsen Media Research, el episodio fue visto por aproximadamente 0,511 millones de espectadores domésticos y obtuvo una participación de rating de 0,2 entre los adultos de 18 a 49 años. El episodio recibió críticas positivas de los críticos, quienes elogiaron el desarrollo del personaje y las actuaciones, y muchos destacaron a Henry Winkler. Por este episodio, Winkler ganó el Premio Emmy al mejor actor de reparto en comedia en los 70th Premios Primetime Emmy.

## Trama
Sally (Sarah Goldberg) crea un perfil de Facebook para Barry (Bill Hader) usando su nombre artístico "Barry Block". Barry decide buscar a un viejo amigo de la Marina, Chris Lucado. Sally afirma que se perderá la clase de actuación ese día, ya que su agente le dio otra audición, pero planean encontrarse en una fiesta celebrada esa noche por Natalie (D'Arcy Carden). Más tarde, Barry recibe un mensaje de Chris, que quiere reunirse con él.
Barry se encuentra con Fuches (Stephen Root), quien ha sido liberado. Fuches le informa a Barry que ahora tiene que asaltar un escondite boliviano con muchos hombres armados, lo que Barry considera extremadamente peligroso. Mientras tanto, el Departamento de Policía de Los Ángeles se ve obligado a traer un técnico para desbloquear la contraseña de acceso, ya que Moss (Paula Newsome) excedió la cantidad de opciones limitadas, bloqueando el acceso a la cámara del lápiz labial. Luego, Moss llama a Gene (Henry Winkler), quien afirma tener información sobre Ryan pero quiere reunirse con ella en un restaurante para revelar la información. Gene asiste a una audición, lo que no parece impresionar a los agentes de casting. Sally se prepara para su audición con su manager Mike Hallman (Robert Curtis Brown). Durante esto, Mike hace insinuaciones no deseadas a una Sally incómoda, aunque afirma que solo estaba bromeando.
En clase, Gene indica a la clase que interprete Glengarry Glen Ross. Gene critica la forma en que Barry pronuncia el monólogo y también menciona sus antecedentes militares para ayudarlo a mejorar su actuación. La lección lleva a Barry a confrontar a Fuches, diciéndole que no participará en la redada del escondite y pidiéndole que regrese a Cleveland. Mientras Sally espera su audición, un asistente de casting le pregunta sobre su agente debido a un problema. Cuando ella le dice que Mike es su manager, la asistente dice que se comunicaron con él y Mike ahora afirma no representarla. Sally sale del edificio y sufre una avería en su coche. Mientras Barry conduce hasta la fiesta de Natalie, vuelve a soñar despierto con una vida con Sally, en la que Jon Hamm se une a ellos para una fiesta de barbacoa. Inspirado por esto, decide comprarle a Sally una computadora portátil nueva.
En la fiesta, Barry se encuentra con Sally, quien miente sobre su audición y parece incómoda con el regalo de la computadora portátil debido al poco tiempo que pasan juntos. Barry necesita una conexión y le envía un mensaje de texto a Chris para que asista a la fiesta junto con dos de sus amigos marines. De repente, Fuches aparece en la fiesta, sorprendiendo a Barry. Fuches le dice que quiere que siga asistiendo a clases de actuación y guarde su secreto, pero quiere que continúe con sus deberes, dándole documentos con información sobre el escondite. Barry se une a Chris en la fiesta, mientras que Natalie parece preocupada por los amigos de Chris, Taylor (Dale Pavinski) y Vaughn (Marcus Brown), quienes muestran tendencias violentas. Barry se pone celoso cuando ve a Sally pasar tiempo con un aspirante a actor llamado Zach Burrows (Ross Philips) y le dice que la deje en paz. Sally se enoja porque Barry la ve como una "propiedad" en lugar de una "persona", y se va con Zach.
Moss se encuentra con Gene en un restaurante. A pesar de querer información sobre Ryan Madison, Gene solo aprovecha la oportunidad para coquetear con ella. Aunque Moss está enojada porque esto fue solo una cita, decide quedarse. Una vez finalizada la cita, regresa a la estación, donde los técnicos lograron desbloquear la cámara del lápiz labial, logrando ver a una persona disparando contra el auto. Sin embargo, la silueta borrosa de la imagen les impide identificar al sicario. De vuelta en la fiesta, Barry, Chris, Taylor y Vaughn se van a otro lugar de reunión, y Barry se siente abatido. Cuando Barry sube a su auto, Taylor encuentra la información sobre el escondite en el auto y le dice a Barry que quiere participar en la redada.

## Producción

### Desarrollo
En febrero de 2018, el título del episodio se reveló como "Chapter Four: Commit... to YOU" y se anunció que la coproductora Sarah Solemani había escrito el episodio mientras Maggie Carey lo había dirigido. Este fue el primer crédito de escritura de Solemani y el primer crédito de dirección de Carey.

### Escritura
De acuerdo con Henry Winkler, el episodio ayudó a desarrollar el personaje de Gene, representándolo como "la tristeza de querer ser alguien y tal vez no convertirte en esa persona que quieres ser. Así que lo creas en este espacio artificial". Winkler también mencionó que la escena en la que su personaje audicionó para un papel adicional inspiró "profunda tristeza" en los creadores de la serie Bill Hader y Alec Berg.

## Recepción

### Espectadores
El episodio fue visto por 0,511 millones de espectadores, obteniendo un 0,2 en la clasificación demográfica de 18 a 49 años en la escala de clasificación de Nielson. Esto significa que el 0,2 por ciento de todos los hogares con televisores vieron el episodio.Esto fue una disminución del 15% con respecto al episodio anterior, que fue visto por 0,595 millones de espectadores con un 0,2 en el grupo demográfico de 18 a 49 años.

### Reseñas críticas

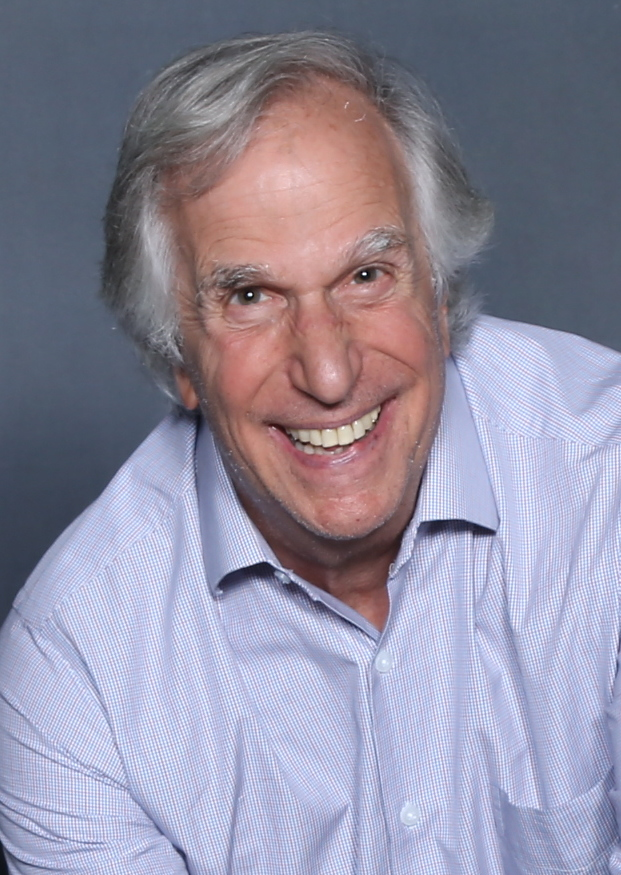
La actuación de Henry Winkler en el episodio recibió elogios de la crítica. Winkler ganaría el premio Primetime Emmy al mejor actor de reparto en una serie de comedia por este episodio.

"Chapter Four: Commit... to YOU" recibió críticas positivas. Vikram Murthi de The A.V. Club le dio al episodio una "B" y escribió: "Durante los últimos tres episodios, Barry ha tratado de huir de su pasado, pero, como era de esperar, su pasado lo sigue alcanzando. Trató de abrirse camino. de matar a Ryan Madison solo para terminar en una posición en la que mata un auto lleno de chechenos. Intentó dejar atrás el negocio del sicario solo para verse obligado a matar a Paco, el informante de los chechenos en la pandilla boliviana, porque la vida de Fuches. "Estaba en peligro. Pero después de que Barry mató a Paco, parece que todos los cabos sueltos estaban atados".
Nick Harley de Den of Geek escribió: "La mayor parte de la comedia de esta semana corre a cargo del siempre fantástico Henry Winkler como Gene Cousineau. Echamos un vistazo a la vida de Cousineau como actor en activo y es tan patético como se sospecha. Colorea aún más su comportamiento en la clase de actuación, donde es tratado como un héroe que regresa al comienzo de cada clase y usa su posición de autoridad para recuperar parte del control y respeto que no obtiene en otras partes de su vida". Charles Bramesco de Vulture le dio al episodio una calificación de 4 estrellas sobre 5 y escribió: "La encarnación viviente de este tornado de cerebros es Gene Cousineau, quien reclama el centro de atención esta semana con un giro sorprendentemente intenso y en capas de Henry Winkler. No a diferencia de Barry, que pasa por un tipo normal en su violenta vida cotidiana, Gene es experto en asumir una personalidad. Este episodio lo presenta como dos hombres, uno patético y derribado por una carrera de trabajos de una sola línea, el otro imponente y seductor. Winkler ocupa de manera convincente tanto la posición beta como la alfa, mostrando a la audiencia las entrañas blandas detrás del pecho que hincha en clase o alrededor de las mujeres. Sin embargo, Gene tiene menos control sobre cómo enciende y apaga esto. Su problema no es que sea un. mal actor, pero que no puede hacerlo cuando se le ordena".

### Premios y reconocimientos
TVLine nombró a Henry Winkler con una mención de honor como "Artista de la semana" durante la semana del 21 de abril de 2018, por su actuación en el episodio. El sitio escribió: "Esta semana, Gene pasó hilarantemente por una audición para el codiciado papel de 'El hombre detrás de la fila', con Winkler dándole a Gene un aire de serena confianza en sí mismo, incluso en circunstancias humillantes. Luego, el ex Fonz se puso seductoramente tonto ya que Gene aprovechó el asesinato de uno de sus estudiantes de actuación para poner en marcha a un atractivo detective de homicidios. En realidad, el atractivo de la actuación de Winkler es que Gene se siente completamente cómodo con quién es y dónde se encuentra en la vida. Y al parecer Winkler también lo es: podría estar sentado en casa contando sus restos de Happy Days, pero en lugar de eso, nos está brindando este giro maravillosamente entretenido al final de su carrera".
Por su actuación en este episodio, Winkler obtuvo una nominación al Premio Primetime Emmy como Mejor Actor de Reparto en una Serie de Comedia en la 70ª edición de los Premios Primetime Emmy. Ganaría el premio, obteniendo su primer premio Emmy.